# New Zealand Tri-Nation Series 2022/23
Die New Zealand Tri-Nation Series 2022/23 war ein Cricket-Turnier das im Twenty20-Cricket zwischen dem 7. und 14. Oktober in Neuseeland ausgetragen wurde. Neben dem Gastgeber nahmen die Nationalmannschaften aus Bangladesch und Pakistan teil. Neuseeland konnte sich dabei als Gruppensieger durchsetzen.

## Vorgeschichte
Neuseeland spielte zuvor eine Tour in Australien, Bangladesch in den Vereinigten Arabischen Emiraten und Pakistan gegen England. Das Turnier dient als Vorbereitung für die Mannschaften auf den kurz darauf stattfindenden ICC Men’s T20 World Cup 2022.

## Format
In einer Gruppe spielt jede Mannschaft gegen jede andere zwei Mal. Für einen Sieg gibt es zwei, für ein Unentschieden oder No Result einen Punkt.

## Stadion
Als Austragungsort wurde das folgende Stadion ausgewählt.
| Stadion     | Stadt        | Kapazität | Spiele                |
| ----------- | ------------ | --------- | --------------------- |
| Hagley Oval | Christchurch | 20.000    | 1. – 6. Spiel; Finale |

## Kaderlisten
Die Kader wurden kurz vor dem Turnier bekanntgegeben.
| Twenty20 | Twenty20 | Twenty20 |
| Neuseeland | Bangladesch | Pakistan |
| --- | --- | --- |
| - Kane Williamson (K) - Finn Allen - Trent Boult - Michael Bracewell - Mark Chapman - Devon Conway (wk) - Lockie Ferguson - Martin Guptill - Adam Milne - Daryl Mitchell - James Neesham - Glenn Phillips - Mitchell Santner - Ish Sodhi - Tim Southee - Blair Tickner | - Shakib Al Hasan (K) - Nurul Hasan (VK, wk) - Afif Hossain - Ebadot Hossain - Hasan Mahmud - Litton Das (wk) - Mehidy Hasan Miraz - Mohammad Saifuddin - Mosaddek Hossain - Mustafizur Rahman - Najmul Hossain Shanto - Nasum Ahmed - Sabbir Rahman - Taskin Ahmed - Yasir Ali | - Babar Azam (K) - Shadab Khan (VK) - Asif Ali - Haider Ali - Haris Rauf - Iftikhar Ahmed - Khushdil Shah - Mohammad Hasnain - Mohammad Nawaz - Mohammad Rizwan (wk) - Mohammad Wasim - Naseem Shah - Shaheen Afridi - Shahnawaz Dahani - Shan Masood - Usman Qadir |

### Spiele
Tabelle
| Teams       | Sp. | S | N | NR | P | NRR    |
| ----------- | --- | - | - | -- | - | ------ |
| Neuseeland  | 4   | 3 | 1 | 0  | 6 | +1.133 |
| Pakistan    | 4   | 3 | 1 | 0  | 6 | +0.132 |
| Bangladesch | 4   | 0 | 4 | 0  | 0 | –1.236 |

Spiele
| 7. Oktober Scorecard | Christchurch | Pakistan 167-5 (20)          | – | Bangladesch 146-8 (20) |
|                      |              | Pakistan gewinnt mit 21 Runs |   |                        |

Bangladesch gewann den Münzwurf und entschied sich als Feldmannschaft zu beginnen. Pakistan begann mit den Eröffnungs-Battern Mohammad Rizwan und Babar Azam. Azam schied nach 22 Runs aus und wurde durch Shan Masood ersetzt, der 31 Runs erreichte. Von den verbliebenen Battern konnte Iftikhar Ahmed 13 Runs erreichen, bevor Rizwan das Innings ungeschlagen mit einem Fifty über 78 Runs beendete. Bester bangladeschischer Bowler war Taskin Ahmed mit 2 Wickets für 25 Runs. Für Bangladesch konnten die Eröffnungs-batter Mehidy Hasan Miraz und Sabbir Rahman zunächst 10 bzw. 14 Runs erreichen. Daraufhin Litton Das und Afif Hossain eine Partnerschaft. Das schied nach 35 Runs aus und Hossain nach 25. Von den verbliebenen Battern konnte sich dann noch Yasir Ali etablieren, der mit seinen ungeschlagenen 42* Runs jedoch nicht mehr die Vorgabe der pakistanischen Mannschaft einholen konnte. Bester pakistanischer Bowler war Mohammad Wasim mit 3 Wickets für 24 Runs. Als Spieler des Spiels wurde Mohammad Rizwan ausgezeichnet.
| 8. Oktober Scorecard | Christchurch | Neuseeland 147-8 (20)          | – | Pakistan 149-4 (18.2) |
|                      |              | Pakistan gewinnt mit 6 Wickets |   |                       |

Neuseeland gewann den Münzwurf und entschied sich als Schlagmannschaft zu beginnen. Für sie bildeten Finn Allen und Devon Conway eine erste Partnerschaft. Allen schied nach 13 Runs aus und wurde durch Kane Williamson ersetzt. Nachdem Conway sein Wicket nach 36 Runs verloren hatte, schied auch Williamson kurz darauf nach 31 Runs aus. Daraufhin bildete sich die Partnerschaft zwischen Glenn Phillips und Mark Chapman. Phillips schied nach 18 Runs aus und Chapman fand keinen weiteren Partner mehr, bis er nach 32 Runs sein Wicket verlor. Bester pakistanischer Bowler war Haris Rauf mit 3 Wickets für 28 Runs. Für pakistan etablierte sich dann Eröffnungs-Batter Babar Azam und fand mit dem vierten Schlagmann Shadab Khan einen Partner. Khan schied nach 34 Runs aus und sein Nachfolger Mohammad Nawaz erreichte 16 Runs. Zusammen mit Haider Ali konnte Azam dann die Vorgabe einholen. Azam erzielte dabei ein Half-Century über 79* Runs, Ali 10* Runs. Bester neuseeländischer Bowler war Blair Tickner mit 2 Wickets für 42 Runs. Als Spieler des Spiels wurde Babar Azam ausgezeichnet.
| 9. Oktober Scorecard | Christchurch | Bangladesch 137-8 (20)           | – | Neuseeland 142-2 (17.5) |
|                      |              | Neuseeland gewinnt mit 8 Wickets |   |                         |

Neuseeland gewann den Münzwurf und entschied sich als Schlagmannschaft zu beginnen. Für bangladesch etablierte sich Eröffnungs-Batter Najmul Hossain Shanto und an seiner Seite konnte Litton Das 15 Runs erreichen. Kurz darauf schied auch Shanto nach 33 Runs aus. Ihnen folgte Afif Hossain, der mit Shakib Al Hasan einen Partner fand. Hossain schied nach 24 Runs aus und Al Hasan kurz darauf nach 16 Runs. Mit 25* Runs konnte dann Nurul Hasan die Vorgabe auf 138 Runs erhöhen. Für Neuseeland erzielten vier Bowler jeweils 2 Wickets: Michael Bracewell (für 14 Runs), Trent Boult (für 25 Runs), Ish Sodhi (für 31 Runs) und Tim Southee (für 2 Wickets von 34 Runs). Neuseeland begann sein Innings mit Finn Allen und Devon Conway. Allen schied nach 16 Runs aus und der ihm folgende Kane Williamson erreichte 30 Runs. Zusammen mit Glenn Phillips konnte Conway dann die Vorgabe einholen. Conway erzielte dabei ein Half-Century über 70* Runs, Phillips 23* Runs. Die bangladeschischen Wickets erzielten Hasan Mahmud und Shoriful Islam. Als Spieler des Spiels wurde Michael Bracewell ausgezeichnet.
| 11. Oktober Scorecard | Christchurch | Pakistan 130-7 (20)              | – | Neuseeland 131-1 (16.1) |
|                       |              | Neuseeland gewinnt mit 9 Wickets |   |                         |

Pakistan gewann den Münzwurf und entschied sich als Schlagmannschaft zu beginnen. Als Spieler des Spiels wurde Michael Bracewell ausgezeichnet.
| 12. Oktober Scorecard | Christchurch | Neuseeland 208-5 (20)          | – | Bangladesch 160-7 (20) |
|                       |              | Neuseeland gewinnt mit 48 Runs |   |                        |

Bangladesch gewann den Münzwurf und entschied sich als Feldmannschaft zu beginnen. Als Spieler des Spiels wurde Glenn Phillips ausgezeichnet.
| 13. Oktober Scorecard | Christchurch | Bangladesch 173-6 (20)         | – | Pakistan 177-3 (19.5) |
|                       |              | Pakistan gewinnt mit 7 Wickets |   |                       |

Bangladesch gewann den Münzwurf und entschied sich als Schlagmannschaft zu beginnen. Als Spieler des Spiels wurde Mohammad Rizwan ausgezeichnet.